# Scooby-Doo și echipa misterelor
Scooby-Doo și echipa misterelor (în engleză: Scooby-Doo! Mystery Incorporated) este a unsprezecea încarnare a francizei Scooby-Doo și primul care nu a fost difuzat în sâmbătă dimineața. Serialul a fost produs de Warner Bros. Animation pentru Cartoon Network, durând două sezoane și 52 de episoade între 5 aprilie 2010 și 5 aprilie 2013.
Serialul a avut premiera în România pe 29 august 2011 pe Cartoon Network.

## Descrierea
În Scooby-Doo și echipa misterelor, cei cinci prieteni locuiesc tot în orașul Crystal Cove, unde au mereu de dezlegat câte-un mister, o apariție neobișnuită, un fenomen ieșit din comun. De cele mai multe ori află însă că „fenomenul misterios” e doar un plan răutăcios prin care diverse persoane încearcă să-i sperie pe locuitori. În noul serial, echipa e ajutată să rezolve cazurile de un personaj invizibil, cunosut drept „Domnul E.”, care le dă indicii, dar în sezonul 2 se dovedește că este rău.

## Personaje
- Fred - are două obiective în viață: să fie un bun vânător de fantome și să fie un bun constructor de capcane. Dac-ar fi după el, și-ar petrece restul vieții împreună cu gașca, rezolvând mistere și construind capcane.
- Daphne - îi plac două lucruri: rezolvarea misterelor și Fred. Este răpită de câteva ori, iar dacă Shaggy și Scooby n-o salvează, o fac Fred și Velma.
- Velma - este cea mai deșteaptă din gașcă. Îi plac misterele și știința. Ea înțelege prima indiciile, câteodată cu ajutorul lui Fred. De asemenea își pierde de multe ori ochelarii, fapt care o încetinește, fiindcă nu poate vedea fără ei. De-asemenea îi place și de Shaggy dar acesta îl alege pe Scooby în locul ei.
- Shaggy - este stăpânul și cel mai bun prieten al lui Scooby-Doo. Îi place să mănânce orice, oricând, chiar și când rezolva mistere cu gașca.
- Scooby-Doo - este faimos pentru două lucruri: mâncarea din abundență și frica persistentă. Problema este că atunci când Fred, Daphne și Velma încearcă să rezolve un mister, Shaggy este la fel de flămând și de fricos ca el.
- Șeriful Bronson Stone (en. Sheriff Bronson Stone) - El este șeriful orașului Crystal Cove care nu prea suportă gașca pentru că se bagă în metodele lui de rezolvare a misterelor, deși când el este într-un necaz se bagă pe lângă ei. Este de-obicei văzut purtând o pălărie maro și uniformă de șerif și are mustață.
- Hot Dog Water - Ea este o fată șatenă, slabă, ce poară ochelari verzi pe care Velma a pus-o să stea cu gașca când Daphne nu era prezentă. În timpul ăsta ea s-a simțit ca o prietenă pentru Velma până când a venit Daphne după care aceasta a plecat, simțindu-se tristă. Ea zice că este mai deșteaptă ca Velma. Numele ei se trage de la faptul că ea miroase ca zeama de hot-dog.
- Primarul Fred Jones, Sr. (en. Mayor Janet Nettles) - El este fostul primar al orașului Crystal Cove și tatăl „ilegal” al lui Fred. Era mândru că orașul era numit „cel mai bântuit loc de pe planetă” și nu era de-acord cu obsesia de capcane a lui Fred și de faptul că rezolvă mistere, deseori descurajându-l. S-a dovedit spre sfârșitul primului sezon că are o piesă din Discul Planisferic, ceea ce a dus la arestarea sa. Acest lucru l-a făcut pe Fred să se îngrijoreze și să afle cine este adevăratul său tată. Succesorul primarului Jones este Janet Nettles, care este opusul polar al său și cheamă gașca pentru diverse cazuri.
- Domnul E (en. Mr. E) - o figură misterioasă care dădea indicii echipei misterelor pe parcursul primului sezon. El nu era văzut la față până în al doilea sezon când s-a dovedit că este un om rău și că face parte din Echipa Originală a Misterelor.
- Angel Dinamită (en. Angel Dynamite) - Ea a fost introdusă ca DJ-ul stației de radio al orașului Crystal Cove și ca o prietenă a echipei. Mai târziu s-a dovedit că făcea parte din Echipa Originală a Misterelor și că numele său adevărat este Cassidy Williams.
- Profesorul Pericle (en. Professor Pericles) - principalul antagonist al serialului. El este un papagal vorbitor cu o mare inteligență, este un sociopat manipulativ și are puteri telechinetice. A fost descoperit mai târziu că și el face parte din Echipa Originală a Misterelor.
- Brad Chiles și Judy Reeves - Ei sunt părinții reali ai lui Fred și de asemenea membri ai Echipei Originale a Misterelor. Când Primarul Fred Jones, Sr. îi dă afară din oraș și îl adoptă pe Fred ca propriul copil, aceștia își continuă viața ca un cuplu ce inventează capcane și ajută la rezolvarea misterelor. După arestarea primarului Jones aceștia se întorc în Crystal Cove pentru a se reuni cu Fred dar după comoara Conquistador aceștia par că nu le pasă deloc de fiul lor. Ei au o cățelușă numită Nova pe care Scooby o place mult. Ei sunt, respectiv, vechii parteneri ai lui Fred și Daphne din Echipa Misterelor.

## Vocile în engleză
- Scooby-Doo - Frank Welker
- Shaggy Rogers - Matthew Lillard
- Fred Jones - Frank Welker
- Daphne Blake - Grey DeLisle-Griffin
- Velma Dinkley - Mindy Cohn

## Episoade
| Premiera originală    | Premiera în România | N/o | Titlu român                                                | Titlu englez                                |
| --------------------- | ------------------- | --- | ---------------------------------------------------------- | ------------------------------------------- |
|                       |                     |     |                                                            |                                             |
| SEZONUL 1 (2010-2011) |                     |     |                                                            |                                             |
|                       |                     |     |                                                            |                                             |
| 05.04.2010            | 29.08.2011          | 01  | Atenție la bestia din adâncuri                             | Beware The Beast from Below                 |
|                       |                     |     |                                                            |                                             |
| 19.07.2010            | 30.08.2011          | 02  | Creaturile din adâncuri                                    | The Creeping Creatures                      |
|                       |                     |     |                                                            |                                             |
| 26.07.2010            | 31.08.2011          | 03  | Secretul tirului fantomă                                   | Secret of the Ghost Rig                     |
|                       |                     |     |                                                            |                                             |
| 02.08.2010            | 01.09.2011          | 04  | Răzbunarea omului crab                                     | Revenge of the Man Crab                     |
|                       |                     |     |                                                            |                                             |
| 09.08.2010            | 02.09.2011          | 05  | Cântecul misterios                                         | The Song of Mystery                         |
|                       |                     |     |                                                            |                                             |
| 16.08.2010            | 05.09.2011          | 06  | Legenda lui Alice May                                      | The Legend of Alice May                     |
|                       |                     |     |                                                            |                                             |
| 23.08.2010            | 06.09.2011          | 07  | De teama fantomei                                          | In Fear of the Phantom                      |
|                       |                     |     |                                                            |                                             |
| 30.08.2010            | 07.09.2011          | 08  | Sub vraja glomului                                         | The Grasp of the Gnome                      |
|                       |                     |     |                                                            |                                             |
| 06.09.2010            | 08.09.2011          | 09  | Bătălia gigantonauților                                    | Battle Of The Humungonauts                  |
|                       |                     |     |                                                            |                                             |
| 04.10.2010            | 09.09.2011          | 10  | Urletul bestiei înspăimântătoare                           | Howl of the Fright Hound                    |
|                       |                     |     |                                                            |                                             |
| 11.10.2010            | 12.09.2011          | 11  | Serul secret                                               | The Secret Serum                            |
|                       |                     |     |                                                            |                                             |
| 18.10.2010            | 13.09.2011          | 12  | Nebunia țipătoare                                          | The Shrieking Madness                       |
|                       |                     |     |                                                            |                                             |
| 25.10.2010            | 14.09.2011          | 13  | Cand insectele ataca                                       | When the Cicada Calls                       |
|                       |                     |     |                                                            |                                             |
| 03.05.2011            | 15.09.2011          | 14  | Finala competiției de rezolvat mistere                     | Mystery Solvers Club State Finals           |
|                       |                     |     |                                                            |                                             |
| 10.05.2011            | 16.09.2011          | 15  | Răzvrătiții sălbatici                                      | The Wild Brood                              |
|                       |                     |     |                                                            |                                             |
| 17.05.2011            | 19.09.2011          | 16  | Pe unde a calcat Aphrodite                                 | Where Walks Aphrodite                       |
|                       |                     |     |                                                            |                                             |
| 24.05.2011            | 20.09.2011          | 17  | Evadarea din conacul misterios                             | Escape From Mystery Manor                   |
|                       |                     |     |                                                            |                                             |
| 31.05.2011            | 21.09.2011          | 18  | Secretul dragonului                                        | The Dragon's Secret                         |
|                       |                     |     |                                                            |                                             |
| 07.06.2011            | 22.09.2011          | 19  | Groaza nopții                                              | Nightfright                                 |
|                       |                     |     |                                                            |                                             |
| 14.07.2011            | 23.09.2011          | 20  | Cântecul sirenei                                           | The Siren's Song                            |
|                       |                     |     |                                                            |                                             |
| 21.07.2011            | 26.09.2011          | 21  | Amenințarea Manticorei                                     | Menace of the Manticore                     |
|                       |                     |     |                                                            |                                             |
| 28.07.2011            | 27.09.2011          | 22  | Atacul ororii descapatanate                                | Attack of the Headless Horror               |
|                       |                     |     |                                                            |                                             |
| 05.07.2011            | 28.09.2011          | 23  | Fantoma din Crystal Cove                                   | A Haunting in Crystal Cove                  |
|                       |                     |     |                                                            |                                             |
| 12.07.2011            | 29.09.2011          | 24  | Răposatul justițiar                                        | Dead Justice                                |
|                       |                     |     |                                                            |                                             |
| 19.07.2011            | 30.09.2011          | 25  | Unealta umbrelor                                           | Pawn of Shadows                             |
|                       |                     |     |                                                            |                                             |
| 26.07.2011            | 03.10.2011          | 26  | Temeți-vă de aratare                                       | All Fear the Freak                          |
|                       |                     |     |                                                            |                                             |
| SEZONUL 2 (2012-2013) |                     |     |                                                            |                                             |
|                       |                     |     |                                                            |                                             |
| 30.07.2012            | 10.09.2012          | 27  | Noaptea în care plâng clovni                               | The Night the Clown Cried                   |
|                       |                     |     |                                                            |                                             |
| 31.07.2012            | 11.09.2012          | 28  | Casa vrăjitoarei                                           | The House of the Nightmare Witch            |
|                       |                     |     |                                                            |                                             |
| 01.08.2012            | 12.09.2012          | 29  | Noaptea în care plâng clovni partea 2: Lacrimi de crocodil | The Night the Clown Cried II: Tears of Doom |
|                       |                     |     |                                                            |                                             |
| 02.08.2012            | 13.09.2012          | 30  | Plasa creatorului de vise                                  | Web of the Dreamweaver!                     |
|                       |                     |     |                                                            |                                             |
| 03.08.2012            | 14.09.2012          | 31  | Balaurul groazei                                           | The Hodag of Horror                         |
|                       |                     |     |                                                            |                                             |
| 06.08.2012            | 17.09.2012          | 32  | Arta întunericului                                         | Art of Darkness!                            |
|                       |                     |     |                                                            |                                             |
| 07.08.2012            | 18.09.2012          | 33  | Umbre tot mai mari                                         | The Gathering Gloom                         |
|                       |                     |     |                                                            |                                             |
| 08.08.2012            | 19.09.2012          | 34  | O noapte pe muntele bântuit                                | The Night on Haunted Mountain               |
|                       |                     |     |                                                            |                                             |
| 09.08.2012            | 20.09.2012          | 35  | Judecata necruțătoare                                      | Grim Judgment                               |
|                       |                     |     |                                                            |                                             |
| 10.08.2012            | 21.09.2012          | 36  | Terorile nopții                                            | Night Terrors                               |
|                       |                     |     |                                                            |                                             |
| 13.08.2012            | 24.09.2012          | 37  | Zona întunericului                                         | The Midnight Zone                           |
|                       |                     |     |                                                            |                                             |
| 14.08.2012            | 25.09.2012          | 38  | Ursul groazei                                              | Scarebear                                   |
|                       |                     |     |                                                            |                                             |
| 15.08.2012            | 26.09.2012          | 39  | Furia lui Krampus                                          | Wrath of the Krampus                        |
|                       |                     |     |                                                            |                                             |
| 16.08.2012            | 06.05.2013          | 40  | Inima răului                                               | Heart of Evil                               |
|                       |                     |     |                                                            |                                             |
| 17.08.2012            | 07.05.2013          | 41  | Teatrul osânditului                                        | Theater of the Doomed                       |
|                       |                     |     |                                                            |                                             |
| 25.03.2013            | 08.05.2013          | 42  | Extratereștii printre noi                                  | Aliens Among Us                             |
|                       |                     |     |                                                            |                                             |
| 25.03.2013            | 09.05.2013          | 43  | Oribila cireadă                                            | The Horrible Herd                           |
|                       |                     |     |                                                            |                                             |
| 26.03.2013            | 10.05.2013          | 44  | Dansul strigoilor                                          | Dance of the Undead                         |
|                       |                     |     |                                                            |                                             |
| 27.03.2013            | 13.05.2013          | 45  | Devorarea                                                  | The Devouring                               |
|                       |                     |     |                                                            |                                             |
| 28.03.2013            | 14.05.2013          | 46  | Suferă și livrează                                         | Stand and Deliver                           |
|                       |                     |     |                                                            |                                             |
| 29.03.2013            | 15.05.2013          | 47  | Omul în oglindă                                            | The Man in the Mirror                       |
|                       |                     |     |                                                            |                                             |
| 02.04.2013            | 16.05.2013          | 48  | Coșmar în roșu                                             | Nightmare in Red                            |
|                       |                     |     |                                                            |                                             |
| 03.04.2013            | 17.05.2013          | 49  | Noaptea întunecată a vânătorilor                           | Dark Night of the Hunters                   |
|                       |                     |     |                                                            |                                             |
| 04.04.2013            | 20.05.2013          | 50  | Porțile tenebrelor                                         | Gates of Gloom                              |
|                       |                     |     |                                                            |                                             |
| 05.04.2013            | 21.05.2013          | 51  | Prin perdea                                                | Through the Curtain                         |
|                       |                     |     |                                                            |                                             |
| 05.04.2013            | 22.05.2013          | 52  | Anularea                                                   | Come Undone                                 |
|                       |                     |     |                                                            |                                             |